# 月山可也
月山可也（日语：／ Tsukiyama Kaya，10月25日—），日本漫畫家。男性。出身於埼玉縣新座市。A型血。

## 簡歷
- 2000年：在《Magazine FRESH》冬季號發表《Face Revolution》首次亮相。
- 2005年：在《Magazine SPECIAL》2005年7號至11號連載《LIFE★LIFE》。
- 2006年：從《週刊少年Magazine》2006年21、22合併號開始連載《足球騎士》。
- 2019年：從《週刊Young Magazine》2019年14號開始連載《神大人的戀人》。

## 作品列表

### 連載
- 生命☆人生（《Magazine SPECIAL》2005年7號—2005年11號）
- 足球騎士（原作：伊賀大晃，《週刊少年Magazine》2006年21、22合併號—2017年17號）
- 神大人的戀人（原作：伊賀大晃，《週刊Young Magazine》2019年14號[2]—2020年11號）
- iCONTACT（日语：Iコンタクト）（原作：伊賀大晃，《週刊少年Magazine》2021年39號[3]—2022年21號[4]）

### 短篇
- Face Revolution（《Magazine FRESH》2000年冬季號）
- 花火!!（《Magazine FRESH》2000年夏季號）
- SWISH（《週刊少年Magazine》2002年14號）
- （《月刊GANGAN WING》2005年7月號）
- GET SPORTS 中村俊輔物語（原作：朝日電視台、企劃：伊賀大晃 & 伊藤滋之，《週刊少年Magazine》2010年28合併號，講談社）

### 其它
- 《Comic Megastore》2004年10月號官網首頁「Virtual HP Guide」插圖
- 租用伺服器lolipop！（日语：ロリポップ!）的旗幟廣告插圖（2004年）
- 《Magazine SPECIAL》2005年10號至12號「CINE Mania」的插圖
- 曾致力於支援東日本大震災的受災戶，並與其他漫畫家共同創作東日本大震災慈善同人誌「pray for Japan（日语：東日本大震災チャリティ同人誌「pray for Japan」）」[5]。
- 鑽石王牌（第23、23話片尾插圖，2014年）

## 師父
- 瀨尾公治

## 外部連結
- TUKIYAMA'S BLOG （页面存档备份，存于）（日語）—月山可也的官方個人部落格。
- 月山可也的X（前Twitter） （日語）